# Собор Святого Георгия (Джорджтаун)
Собор святого Георгия — англиканский собор в городе Джорджтаун (столице Кооперативной Республики Гайана), посвящённый святому Георгию Победоносцу, кафедра епископа Гайаны. Находится на Черч-Стрит. До освящения в 2003 г. 75-метрового храма в Марамуреше джорджтаунский собор считался самой высокой в мире отдельно стоящей деревянной церковью после собора в Алма-Ате. Его высота составляет 143 фута или 43,5 метра.
Собор святого Георгия в Джорджтауне был спроектирован сэром Артуром Бломфилдом, строительство было начато в 1889 году. Через 5 лет собор был освящён, в 1899 году возведение собора было завершено. Собор является национальным памятником Гайаны.
Собор святого Георгия возведён на каменном фундаменте, для его конструкций использована преимущественно древесина бакаута, тяжёлого дерева рода Guaiacum, тонущего в воде (иногда называется «железное дерево»). Собор возведён в традициях неоготики, с готическими формами арок, колонн, аркбутанов. Благодаря большому количеству окон, собор ярко освещён солнечным светом, двенадцать самых больших из них — витражи, изображающие сцены из Нового Завета. В средокрестии висит великолепная люстра, дар британской королевы Виктории.